# NGC 1062
NGC 1062 is een ster in het sterrenbeeld Driehoek. Het hemelobject werd op 11 oktober 1873 ontdekt door de Britse astronoom Ralph Copeland.